# American Dream (1990)
American Dream is een met een Oscar beloonde Amerikaanse documentaire uit 1990 van regisseurs Barbara Kopple en Arthur Cohn.

## Inhoud
American Dream wordt verteld aan de hand van vleesverpakkers van de Hormel-fabriek in Austin, Minnesota, in de jaren tachtig van de 20e eeuw. Hun uurloon wordt met meer dan 20% verlaagd, terwijl het bedrijf zojuist dertig miljoen dollar winst maakte. De arbeiders pikken het niet, maar krijgen geen hulp van de daarvoor bestemde grote vakbonden. Terwijl de kleine vakbond P-9 voor ze in de bres springt, dringen de gevolgen van de arbeiders' problematiek tot in hun thuissituaties en in de onderlinge verhoudingen door. Kopple volgt met de camera het verloop van de diverse vergaderingen en persberichten alsmede nieuwsberichten en interviews met betrokkenen aan beide kanten van het conflict.
De volledige versie van American Dream duurt 102 minuten.

## Prijzen
- Academy Award voor Beste Documentaire
- DGA Award - Directors Guild of America
- IDA Award - International Documentary Association
- LAFCA Award - Los Angeles Film Critics Association Awards
- NSFC Award - National Society of Film Critics Awards
- Audience Award - Sundance Film Festival
- Filmmakers Trophy - Sundance Film Festival
- Grand Jury Prize - Sundance Film Festival

## Dvd
American Dream kwam op 2 maart 2004 in de Verenigde Staten op dvd uit.